# Radcenkî, Mirhorod
Radcenkî (în ucraineană Радченки) este un sat în comuna Polîveane din raionul Mirhorod, regiunea Poltava, Ucraina.

## Demografie
Componența lingvistică a localității Radcenkî
     Ucraineană (96,62%)
     Rusă (2,42%)
     Alte limbi (0,96%)
Conform recensământului din 2001, majoritatea populației localității Radcenkî era vorbitoare de ucraineană (96,62%), existând în minoritate și vorbitori de rusă (2,42%).